# Skybruddet den 21. maj 2019
Skybruddet den 21. maj 2019 var et kraftigt skybrud som ramte det sydvestlige Sjælland om formiddagen den 21. maj 2019. Skybruddet ramte særligt Næstved på Sydvestsjælland, hvor der faldt 29 mm nedbør på 30 minutter. Her nærmede nedbørsmængderne sig et 20-års hændelse for byen med 50,4 mm i løbet af hele døgnet, hvoraf de 44,4 kom inden for samme time, og flere kloakdæksler var fløjet af
På Næstved Sygehus oplevede man, at der stod 1 m vand i kælderen, og man måtte lukke ambulatoriet ved øjenafdelingen, en fysioterapi og scanningsafsnittet. Driftchefen meddelte dog, at de håbede at deres dyre scannerudstyr ikke havde taget skade, og beredeskabsstyrelsen hjalp med at få pumpet vandet væk. Næstved Rådhus samt flere boligblokke havde også vand i kælderen.
Kalundborg fik også store mængder vand med 40 mm frem til midt på eftermiddagen, hvoraf 22,8 mm var faldet inden for en halv time. Der stod store mængder vand på vejene, nogle steder op til 0,5 m.
En skole i Jerslev, 14 km sydøst for Kalundborg, måtte sende alle elever hjem pga. vandskade.
Allerede om natten var det nordvestlige Sjælland, og særligt Holbæk blevet ramt af skybrud med knap 40 mm regn, som havde sat mange veje under vand.